# 삼산면 (여수시)
삼산면(三山面)은 대한민국 전라남도 여수시의 면이다.

## 개요
삼산면은 거문도의 3개섬(고도, 동도, 서도)을 가리켜 바다에 떠있는 산과 같다고 '삼산도(三山島)'라 칭하였던 것에서 유래했다는 설이 유력하나 거문도, 초도, 손죽도를 아울러 삼산면이라고 칭하였을 것이라는 설도 있다.
주요 섬은 거문도, 초도, 손죽도, 평도, 광도 등인데, 섬들은 해발고도 200 ~ 300m의 산지가 대부분이고 평지는 거의 없다. 주민의 대부분은 어업에 종사하며, 주요 농산물로는 보리·고구마 정도가 있다. 연안의 해역은 멸치·도미·삼치의 주어장을 이루고 있다. 주민들은 대체로 거문도·초도·손죽도에 거주하며, 거문도 동쪽 해역에 있는 백도(白島)는 무인도이나 기암절벽이 수려하여 관광명소로 알려져 있다.

## 연혁
- 삼국시대 이전 : 마한(馬韓)에 속함
- 백제시대 : 원촌현(猿村縣, 현재 여수)에 속하여 삼호(三湖)라 칭함
- 757년 (신라 경덕왕 16년) : 승평군 여산현(廬山縣)에 속함
- 1414년 (조선 태종 14년) : 홍양현에 속하여 풍헌(風憲)을 둠
- 1711년 (조선 숙종 37년) : 홍양현의 군정이 통영(統營)으로 이관되어 증모(增某), 별장(別將)을 둠
- 1855년 (조선 철종 6년) : 통영(統營)삼도통(三道統) 군관하(軍官下)가 다시 홍양현으로 복귀
- 1885년 (조선 고종 22년) : 거문도 사건 발생 후 거문진(巨文鎭)을 설치하고 경락사(經洛使)와 도첨사(島僉使)를 둠
- 1887년 (조선 고종 24년) : 삼도(三島)를 거문도(巨文島)라 개칭
- 1908년 (대한제국 순종 2년) : 초도(草島), 손죽(巽竹)을 합병, 서도리(西島里)에 면사무소를 설치
- 1910년 : 면사무소를 고도(古島 : 현 거문리)로 이설
- 1965년 : 출장소 설치조례에 의하여 초도(草島). 손죽(巽竹)출장소를 설치
- 1970년 : 내무부 허가를 얻어 변촌(邊村)이 리(里)로 승격

## 행정 구역
| 법정리 | 한자명 | 행정리           | 비고                                    |
| ------ | ------ | ---------------- | --------------------------------------- |
| 거문리 | 巨文里 | 거문             | 면사무소 소재지 거문도 고도(古島), 백도 |
| 덕촌리 | 德村里 | 덕촌             | 거문도 서도의 남부                      |
| 동도리 | 東島里 | 유촌, 죽촌       | 거문도 동도, 삼부도                     |
| 서도리 | 西島里 | 서도, 변촌       | 거문도 서도의 북부                      |
| 손죽리 | 巽竹里 | 손죽             | 손죽도, 소거문도, 평도, 광도            |
| 초도리 | 草島里 | 대동, 의성, 진막 | 초도                                    |

## 부속 도서
무인도
| 이름           | 위치                    | 면적(m2) | 비고   |
| -------------- | ----------------------- | -------- | ------ |
| 나무여도       | 삼산면 손죽리 산1771    | 20,118   | 국유지 |
| 노적섬         | 삼산면 거문리 산46      | 2,281    | 국유지 |
| 대두역서       | 삼산면 손죽리 산1774    | 4,614    | 국유지 |
| 대바위         | 삼산면 손죽리 산1769    | 8,461    | 국유지 |
| 동암           | 삼산면 거문리 산51      | 2,083    | 국유지 |
| 동퇴섬(동퇴여) | 삼산면 거문리 산61      | 53,455   | 국유지 |
| 반초도         | 삼산면 손죽리 산1770    | 9,850    | 국유지 |
| 상도           | 삼산면 손죽리 산1766    | 4,576    | 국유지 |
| 새퉁이밖여     | 삼산면 거문리 산30      | 1,983    | 국유지 |
| 새퉁이안여     | 삼산면 거문리 산31      | 6,645    | 국유지 |
| 선바위         | 삼산면 덕촌리 산172-552 | 655      | 국유지 |
| 소평여도       | 삼산면 손죽리 산1768    | 26,505   | 국유지 |
| 숨은여         | 삼산면 손죽리 산1767    | 6,259    | 국유지 |
| 얕은도여       | 삼산면 거문리 산58      | 6,545    | 국유지 |
| 여병풍바위     | 삼산면 거문리 산33      | 48,397   | 국유지 |
| 오리섬         | 삼산면 거문리 산48      | 6,645    | 국유지 |
| 오리섬         | 삼산면 거문리 산65      | 893      | 국유지 |
| 형제바위       | 삼산면 거문리 산38      | 694      | 국유지 |
| 혼득여         | 삼산면 거문리 산60      | 33,917   | 국유지 |